# Anderlues

Anderlues läge i Hainaut i Belgien.

Anderlues är en kommun i den belgiska provinsen Hainaut. Kommunens yta är 17,14 km². 1 juli 2004 hade kommunen 11 512 invånare. Centralorten Anderlues var länge en knutpunkt för SNCV:s interurbanspårvägar, och idag har Charlerois stadsbana sin västra ändpunkt här.